# Platylabus rubeus
Platylabus rubeus är en stekelart som beskrevs av Valemberg 1976. Platylabus rubeus ingår i släktet Platylabus och familjen brokparasitsteklar. Inga underarter finns listade i Catalogue of Life.